# Corien Wortmann-Kool
Corien Wortmann-Kool, née le 27 juin 1959 à Oud-Alblas, est une femme politique néerlandaise.
Membre de l'Appel chrétien-démocrate, elle est députée européenne de 2004 à 2014.